# Dylemat psychofizyczny
Dylemat psychofizyczny, inaczej problem psychofizyczny lub problem stosunku umysłu do ciała (ang. mind-body problem). Z racji na to, że prym w tych badaniach wiedzie filozofia anglosaska, we współczesnych dyskusjach używa się określenia angielskiego.
Dyskusję nad stosunkiem duszy do ciała w czasach nowożytnych zainicjował Kartezjusz. Jego zdaniem istotą duszy jest świadomość lub (co traktował synonimicznie) myślenie. Dusza to res cogitans – rzecz myśląca. Nie ma żadnych innych przymiotów. Od Kartezjusza wywodzi się przekonanie, że świadomość jest czymś zupełnie różnym od ciała, konsekwencją czego jest radykalny dualizm duszy i ciała. Istotą ciała (res extensa) jest jego rozciągłość i tylko ona. Posługiwał się tu przykładem zaczerpniętym od św. Augustyna: wystarczy rozgrzać kawałek wosku, aby przekonać się, że zmieni wszystkie swoje własności oprócz rozciągłości. Podstawową zaś własnością rozciągłości jest jej nieskończona podzielność. Ruch nie jest własnością ciał, jest im nadany przez Boga i jego ilość we wszechświecie jest stała, a ciała nie mogą ani spotęgować, ani osłabić nadanego im ruchu.
Jego stanowisko nazywane jest dualizmem: W świecie istnieją tylko dwie substancje rozciągłe i myślące, które nie sprowadzają się do siebie – stanowią dwa oddzielne światy. Poza jednym wyjątkiem, jakim jest człowiek, w ogóle się ze sobą nie stykają. Nie mogąc wymyślić nic innego, na miejsce ich złączenia w człowieku wyznaczył szyszynkę, bo jej rola w jego czasach była w ogóle nieznana. Kartezjusz z jednej strony radykalnie oddzielił od siebie dusze i ciała, z drugiej zaś strony nie mógł nie zgodzić się z tym, że jakoś na siebie oddziałują. Zaproponował rozwiązanie, które tak naprawdę nikogo, łącznie z nim samym, nie zadowalało. Ciało nie może powodować żadnych zmian w duszy ani dusza w ciele, ale ciało wpłynąć może na zmianę tego, co dzieje się w duszy, a dusza wpłynąć na zmianę tego, co dzieje się w ciele.
Za jego sprawą stosunek duszy do ciała stał się głównym zagadnieniem siedemnastego stulecia. Problem ten przybrał następujące rozwiązania:
- Malebranche i Geulincx – okazjonalizm – obserwowalne wzajemne oddziaływanie duszy na ciało i ciała na duszę to tylko złudzenie. Jako dwie jakościowo różne substancje nie mogą na siebie oddziaływać. Absolutny dualizm – związek, jaki zachodzi pomiędzy nimi dokonuje się za pośrednictwem Boga. Z okazji zmian dokonujących się w materii Bóg powoduje zmiany w duszy i vice versa.
- Hobbes – monizm, nie istnieje nic poza ciałami, problem stosunku duszy do ciała znika.
- Spinoza – paralelizm, dwa przymioty jednej substancji, ciało i dusza są objawami tej samej substancji, dlatego obserwujemy ich wzajemne oddziaływanie.

Współcześnie badania nad problemem prowadzili m.in.:
- Karl Popper i John Carew Eccles, współautorzy książki The Self and Its Brain[2]
- David Malet Armstrong, autor m.in. A materialist theory of the mind i The Mind-Body Problem: An Opinionated Introduction[3]
- Nathan Brody i Paul Oppenheim, autorzy m.in. pracy Application of Bohr's Principle of Complementarity to the Mind-Body Problem[4]